# Ираклео
Ираклео (грч. Ηράκλειο Irakleio) насеље је у Грчкој и једно од великих предграђа главног града Атине. Ираклео припада округу Северна Атина у оквиру периферије Атика.

## Положај
Ираклео се налази северно од управних граница града Атине. Удаљеност између средишта ова два насеља је свега 10 км. То је такође једно од виших предграђа Атине - налази се на око 150 метара надморске висине.

## Становништво
У последња три пописа кретање становништва Ираклеја било је следеће:
| 1991.  | 2001.  |
| ------ | ------ |
| 42,905 | 45,926 |

Кретање броја становника у општини по пописима:
| 1981.  | 1991.  | 2001.  | 2011.  |
| ------ | ------ | ------ | ------ |
| 37.833 | 42.905 | 45.926 | 49.642 |